# Svein Sundsbø
Svein Sundsbø (* 3. Juli 1943 in Lindås, Fylke Hordaland) ist ein norwegischer Wirtschaftsmanager und Politiker der Senterpartiet, der von 1976 bis 1984 Generalsekretär der Senterpartie (SP) sowie zwischen 1985 und 1986 Landwirtschaftsminister in der Regierung von Ministerpräsident Kåre Willoch war.

## Leben

### Agronom, Jugendfunktionär und Kommunalpolitiker
Sundsbø, Sohn des Landwirts Birger Sundsbø und dessen Ehefrau Marta Morthen,  begann nach dem Schulbesuch eine Ausbildung an der Landwirtschaftsschule in Akershus, die er 1964 abschloss. Ein darauf folgendes Studium der Agrarwissenschaften an der Norwegischen Landwirtschaftshochschule (Norges landbrukshøgskole) in Åsbeendete er 1969. Während seines Studiums engagierte er sich 1968 als Vorsitzender des Studentenbundes in Ås.
Danach war er zwischen 1969 und 1974 mit einem Forschungsstipendium als Wissenschaftlicher Assistent am Agrarökonomischen Institut NLI (Norges landbruksøkonomiske institutt) tätig und im Anschluss dort von 1974 bis 1976 als Forscher. 
Während seiner dortigen Beschäftigung begann er auch sein politisches Engagement und wurde 1971 als Nachfolger Asbjørn Ringen Vorsitzender des Jugendverbandes der Senterpartiet SUL (Senterungdommens Landsforbund) und bekleidete diese Funktion bis zu seiner Ablösung durch Harald Berggrav 1973. Danach war er zwischen dem 23. Mai und dem 16. Oktober 1973 auch Persönlicher Sekretär von Landwirtschaftsminister Einar Moxnes.
Mitte der 1970er begann Sundsbø seine politische Laufbahn in der Kommunalpolitik und war zwischen 1975 und 1979 Mitglied des Gemeinderates von Frogn und danach von 1979 bis 1983 Vize-Ortsvorsteher von Frogn. Zugleich fungierte er in dieser Zeit zwischen 1975 und 1983 als Vorsitzender des Kulturrates von Frogn.

### Generalsekretär der SP, Minister und Wirtschaftsmanager
1976 wurde Sundsbø Generalsekretär der Senterpartiet. In dieser Funktion verblieb er acht Jahre lang bis zu seiner Ablösung durch John Dale 1984.
Sundsbø war von 1984 bis 1985 Persönlicher Berater von Verkehrsminister Johan J. Jakobsen, der zwischen 1979 und 1991 auch Vorsitzender der Senterpartiet war. Er wurde bei einer Kabinettsumbildung am 3. Oktober 1985 als Nachfolger seines Parteifreundes Finn T. Isaksen von Ministerpräsident Kåre Willoch als Landwirtschaftsminister (Landbruksminister) in dessen Kabinett berufen und bekleidete dieses Ministeramt bis zum Ende von Willochs Amtszeit am 9. Mai 1986.
Nach seinem Ausscheiden aus der Regierung fungierte Sundsbø zwischen 1986 und 1988 zunächst als Direktor und danach von 1988 bis 1992 als Geschäftsführender Direktor des Norwegischen Agrarwissenschaftlichen Forschungsrates (Norges landbruksvitenskapelige forskningsråd), ehe er zwischen 1992 und 1994 erster Geschäftsführender Direktor des neugegründeten Norwegischen Forschungsrates (Norges Forskningsråd) war. Daneben engagierte er sich von 1987 bis 1993 als Vorsitzender im Freiluftrat für den Oslofjord und war ferner zwischen 1988 und 1991 auch Vize-Vorsitzender des Rates der staatlichen Lebensmittelkontrolle.
Danach wechselte er in die Wirtschaft und war von 1995 bis 2005 Direktor des metallurgischen Unternehmens Elkem und ist seit 2006 Direktor des Unternehmerverbandes Norsk Industri.
Darüber hinaus engagierte er sich seit 1998 als Vorsitzender des Landesverbandes der Freilufträte (Friluftsrådenes Landsforbund), von 1999 bis 2006 als Vorstandsvorsitzender des Norwegischen Technikmuseums (Norsk Teknisk Museum) in Kjelsås sowie seit 2007 als Vorstandsvorsitzender des MolkereiUnternehmens Synnøve Finden, dessen Vorstand er seit 2006 angehört. 
Am 8. Februar 2013 wurde er schließlich Politischer Ratgeber von Ola Borten Moe, dem Minister für Öl und Energie im zweiten Kabinett von Ministerpräsident Jens Stoltenberg, und übte diese Funktion bis zum 16. Oktober 2013 aus.